# ギークプラス
ギークプラス（Geek+）とは、中国の自動搬送ロボットメーカー。
2015年に設立され、2022年現在は世界各国に200社の顧客を抱え、1万台のロボットを展開している。

## 概要
日本国内で事業を展開する自動搬送ロボットメーカーとしてはトップのシェアを誇り、2020年時点では棚搬送ロボットの販売数量で4分の3以上のシェアを占める。日本ではトヨタや大和ハウスなど、世界的にはナイキやウォルマートなどの有名企業へ製品を提供しており、2020年には中国ユニコーン企業トップ100にノミネートされている。